# Sam Matekane
Sam Ntsokoane Matekane (ur. 15 marca 1958 w Mantonyane) – lesotyjski przedsiębiorca i polityk, premier Lesotho od 28 października 2022.

## Życiorys
Urodził się w 1958 roku w małej wiosce Mantonyane. W młodości był rolnikiem, później w 1986 roku założył swoją własną fabrykę. Inwestował też w budowę dróg, lotnictwo, wydobycie diamentu i nieruchomości. Gdy zaczął zajmować się polityką, był uznawany za najbogatszego Lesotyjczyka. Na początku 2022 założył swoją własną partię polityczną - Revolution of Prosperity, z którą wygrał wybory powszechne w 2022 roku, co pozwoliło mu objąć urząd premiera Lesotho i stanąć na czele rządu koalicyjnego, zastępując na tym stanowisku Moeketsi Majoro. W 2023 roku zostało zgłoszony przeciw niemu wniosek o wotum nieufności, który został jednak odrzucony.

## Życie prywatne
Pochodzi z rodziny wielodzietnej, ma 13 rodzeństwa.